# Mimbaste
 Mimbaste  (en occitano Mimbasta) es una población y comuna francesa, situada en la región de Aquitania, departamento de Landas, en el distrito de Dax y cantón de Pouillon.

## Demografía
| 937 | 939 | 928 | 914 | 924 | 997 |
| Para los censos de 1962 a 1999 la población legal corresponde a la población sin duplicidades (Fuente: INSEE [Consultar]) |     |     |     |     |     |